# Nesolagus timminsi
Espèce
Statut de conservation UICN

 EN  : En danger
Nesolagus timminsi, communément appelé Lapin tigré, est une espèce de lapin asiatique proche du Lapin de Sumatra. Considéré comme disparu, il a été de nouveau observé en 2000 au Vietnam et dans une région reculée du Laos, uniquement dans les forêts tropicales humides des montagnes Annamites.

## Étymologie
Son nom spécifique, timminsi, lui a été donné en l'honneur de Robert J. Timmins qui a découvert cette espèce.

## Publication originale
(en + ru) Alexander O. Averianov, Alexei V. Abramov et Alexei N. Tikhonov, « A new species of Nesolagus (Lagomorpha, Leporidae) from Vietnam with osteological description », Contributions from the Zoological Institute, St. Petersburg. 3. 1-22., Saint-Pétersbourg, vol. 3,‎ 14 juin 2000, p. 1-22.